# Антоніо Менезес
Антоніо Менезес (порт. Antônio Meneses; 23 серпня 1957 — 3 серпня 2024) — бразильський віолончеліст.
Син трубача Жозе Жеронімо Менезеса. У віці одного року переїхав із батьками до Ріо-де-Жанейро, де його батько грав в оркестрі оперного театру. Під впливом батька у шестирічному віці почав навчатися грі на віолончелі, у 17 років відправився для здобуття більш якісної музичної освіти до Європи, займався у Дюссельдорфській, а потім у Штутгартській Вищій школі музики. Головним наставником Менезеса був Антоніо Яніґро. 1977 року виграв Міжнародний конкурс ARD у Мюнхені, а 1982 року — Міжнародний конкурс імені П. Чайковського у Москві.
Як соліст Менезес виступав, з-поміж іншого, з Берлінським філармонічним оркестром під керуванням Герберта фон Караяна, записав с ним Концерт для скрипки і віолончелі з оркестром Йоганнеса Брамса (1983, з Анною-Софією Муттер) і симфонічну поему «Дон Кіхот» Ріхарда Штрауса (1987, з Вольфрамом Крістом); концерт Брамса через 24 роки був записаний Менезесом повторно, з Томасом Цетмайром та Оркестром Кельнського радіо під керуванням Курта Зандерлінґа. Серед інших помітних записів Менезеса — концерти Ежена д'Альбера і Давіда Поппера (з Базельським симфонічним оркестром), Шість сюїт для віолончелі соло Йоганна Себастьяна Баха, всі твори Бетовена для віолончелі і фортепіано (2008, з Менахемом Пресслером), багаточисельні записи творів Ейтора Вілла-Лобоса.
Крім сольної активності з 1998 р Менезес виступає у складі Beaux Arts Trio. Крім того, він викладає у Базельській музичній академії.